# GRANPOWER
GRANPOWER（グランパワー、GP）は、富士通がかつて販売していたサーバ/ワークステーション)のブランド名・シリーズ名。1996年10月にGRANPOWER 5000シリーズの第一弾「GRANPOWER 5000 モデル760」を発表、1997年5月にGRANPOWER 6000シリーズが発表、 1997年1月にGRANPOWER 7000シリーズが発表された。途中で名称変更やシリーズの整理が行われ、2000年5月にブランドとして終焉した。

## 概要
富士通の各種サーバに統一ブランドをつくり、スケーラビリティがあるように見せようと企画された。以下のような3つのシリーズが存在する。それぞれのシリーズ間はアーキテクチャやオペレーティングシステムが異なるため、動作互換性はない。
- GRANPOWER 5000シリーズ: IA32/PCサーバ系。OSにはWindows NT ServerやNetWareが使われた。1996年10月に発表[3]。
- GRANPOWER 6000シリーズ: IA32/オフコン。1997年5月に発表。旧FACOM Kシリーズ（K-200シリーズ,K-600シリーズ,FUJITSU K-6000シリーズ）[4]。
- GRANPOWER 7000シリーズ: SPARC/Solaris UNIXサーバ。1997年1月に発表[5]。

## ラインナップおよびシリーズ名の遍歴
1998年11月にGRANPOWER 7000シリーズを新たにGP7000シリーズとして整理、以下のようにラインナップ名を変更した。
- GP7000Fファミリー: GP7000としてDS/90 7000シリーズをベースにSolarisサーバとして米国で販売されていたサーバ製品をGP7000Fファミリーに名称変更、後にPRIMEPOWERシリーズとなる。ハード設計は富士通だが、SPARC/Solarisサーバとして米国サン・マイクロシステムズ社が互換性を保証するサーバ製品となった。CPUにはSPARC64 GPを搭載。
- GP7000Dファミリー: DS/90 7000シリーズをGP7000Dファミリーに名称変更。CPUにhyperSPARC/UltraSPARCを採用し独自のSVR4に準拠したOS、UXP/DSを採用したUnixワークステーション・サーバ。
- GP7000Sファミリー: 従来のFUJITSU SファミリーをGP7000Sファミリーに名称変更。サンのSPARCワークステーション・サーバのOEM機。

最終的に、2000年5月にGRANPOWER 5000（GP5000シリーズ）はPRIMERGYへ、GRANPOWER 6000（GP6000シリーズ）はPRIMERGY 6000へ、GRANPOWER 7000（GP7000シリーズ）はPRIMEPOWERへと、それぞれ名称が変更されたことで、GRANPOWER (GP) シリーズは終焉を迎えた。